# Staphylococcus saprophyticus
Staphylococcus saprophyticus és un coc grampositiu, coagulasa negatiu, anaerobi facultatiu, no formador de càpsula, no esporulat i immòbil. Posseeix l'enzim ureasa i és capaç d'adherir-se a les cèl·lules epitelials del tracte urogenital. És causa freqüent d'infeccions del tracte urinari en dones joves i uretritis en homes.
En els éssers humans, S. saprophyticus es troba en la flora normal del tracte genital femení i el perineu. S'ha aïllat a partir d'altres fonts, també, incloent la carn i els productes del formatge, verdures, el medi ambient, i els tractes gastrointestinals humà i dels animals.
Moltes soques són resistents a la penicil·lina. És sensible a la vancomicina, però és resistent a la meticil·lina en alguns casos.